# Mrs Attaway
Mrs Attaway, död efter 1647, var en engelsk predikant, verksam i London 1642-1647. Hon tillhörde de mer omtalade av de många predikanter som var verksamma i London vid denna tid, och utmanade den samtida kvinnorollen genom att föra fram åsikten att ett äktenskap automatiskt upphävdes när kärleken tog slut. 